# Бринкманн, Энрике
Энрике Бринкма́нн Параре́да (исп. Enrique Brinkmann Parareda; род. 9 октября 1938, Малага) — испанский художник. В 1977 году был избран в учредительный состав верхней палаты испанского парламента от группы «Демократический сенат».
Родился в том же доме в Малаге на площади Мерсед, что и Пабло Пикассо. Учился на промышленного эксперта, но под воздействием творчества Достоевского и увлёкшись живописью, бросил учёбу. Художник-самоучка. Его первая выставка состоялась в его родном городе в 1957 году. Спустя четыре года Бринкманн покинул Испанию и проживал в Кёльне, Берлине и Риме, где занимался гравюрой. По возвращении в Испанию в 1967 году работал как в живописи, так и в графике. Помимо Испании персональные выставки Энрике Бринкманна проходили в Германии, Бельгии, Швейцарии, Италии и США.
Женат, имеет двоих детей.